# Thallomys paedulcus
Espèce
Statut de conservation UICN

 LC  : Préoccupation mineure
Thallomys paedulcus est un rongeur de la famille des Muridés que l'on rencontre en Afrique australe. Ce rat des acacias mesure une quinzaine de centimètres et pèse environ 70 grammes.